# Дело Nine Trey Gangsters
Дело Nine Trey Gangsters — продолжающееся уголовное дело против одиннадцати предполагаемых членов и сообщников уличной банды Nine Trey Gangsters. Дело примечательно тем, что в качестве обвиняемых в нём фигурируют рэпер 6ix9ine и его менеджер Shotti.
Задержанным предъявлены обвинения в рэкете, хранении оружия и сговоре с целью совершения убийства. 6ix9ine быстро стал фигурантом этих обвинений и был задержан вместе с пятью другими участниками 18 ноября 2018 года, после пятилетнего совместного расследования Министерства внутренней безопасности (DHS), Департамента полиции Нью-Йорка (NYPD) и Бюро алкоголя, табака, огнестрельного оружия и взрывчатых веществ (ATF).
После ареста 6ix9ine, ему было отказано в освобождении под залог. Первоначально он не признавал вину по всем пунктам обвинения, но позже он изменил свои показания и согласился на сделку с правоохранительными органами 1 февраля 2019 года. 6ix9ine признал свою вину и дал показания против своих соучастников, а также пошёл на сотрудничество и согласие с тем, что он не будет совершать дальнейшие преступления, в обмен на сокращение срока тюремного заключения; 18 декабря 2019 года 6ix9ine был приговорен к двум годам тюремного заключения, избежав потенциального минимального наказания в виде 47 лет заключения. Однако во многих сообщениях того времени говорили, что 6ix9ine может быть освобождён 18 июля 2020 года, если он не будет совершать никаких дальнейших преступлений и будет вести себя подобающе. С учётом отбытого срока, он, как ожидалось, должен был выйти на свободу примерно в ноябре 2020 года. 6ix9ine был переведён под домашний арест 2 апреля 2020 года в связи с пандемией COVID-19, которая опасна для него из-за бронхиальной астмы.

## Предыстория
В октябре 2018 года 6ix9ine был приговорен к трём годам условно и 1000 часам общественных работ после признания вины в 2015 году по обвинению в участии в создании и распространении видеоролика, на котором 13-летняя девочка занималась оральным сексом и вступала в половые контакты с другими лицами. Для отпразднования полученного условного срока вместо тюремного заключения, 6ix9ine отправился на ужин вместе с менеджером в Нью-Йорке. Охрана ресторана не пустила его сопровождение, что в итоге привело к драке, которая закончилась тем, что один человек был застрелен. Два человека из окружения 6ix9ine были обвинены в групповом нападении. Менеджер 6ix9ine Shotti позже сдался, 7 ноября 2018 года, и также был обвинен в групповом нападении.
15 ноября 2018 года, за три дня до арестов и за неделю до запланированного выхода его дебютного альбома Dummy Boy, 6ix9ine неожиданно объявил в Instagram, что уволил всю свою команду, включая менеджера. Он также отменил свой предстоящий тур и сказал: «Тот, кто организовывал шоу для Tekashi 6ix9ine, крадёт ваши грёбаные деньги».

## Арест и признание вины

### Ноябрь 2018 – Январь 2019: Отрицание обвинений
В ночь на 18 ноября 2018 года шесть человек были арестованы агентами ATF в Нью-Йорке: 6ix9ine, Shotti, Джамель «Mel Murda» Джонс, Фуган «Fu Banga» Ловик, Йенсел «Ish» Батлер и Фахим «Crippy» Уолтер. На следующую ночь, находясь в Бруклинском столичном центре содержания под стражей, 6ix9ine столкнулся с заключенными, связанными с конкурирующей бандой Crips. Сотрудники тюрьмы вмешались и быстро перевели 6ix9ine в другое учреждение, чтобы предотвратить любые будущие угрозы банды. 22 ноября 2018 года седьмой человек, Роланд «Ro Murda» Мартин, был арестован и обвинен в преступлениях по данному делу. Арест 6ix9ine привёл к тому, что его долгожданный дебютный альбом Dummy Boy был отложен на неопределенный срок за день до запланированного релиза. После утечки альбома в сеть, Dummy Boy был выпущен 27 ноября 2018 года и сумел достичь 2 позиции в чарте Billboard 200 всего за три дня после составления чарта.
26 ноября 2018 года 6ix9ine не признал своей вины, и ему было отказано в освобождении под залог, а дата суда была назначена на 4 сентября 2019 года. Адвокат 6ix9ine продолжал утверждать, что его клиент был «...совершенно невиновен во всех предъявленных ему обвинениях... „Образ гангстера“, создаваемый артистом для продвижения своей музыки, не делает его членом банды». Восьмой обвиняемый, Аарон «Bat» Янг, был обвинен 19 декабря 2018 года.

### Февраль 2019 – настоящее время: Сотрудничество с прокурорами
22 января 2019 года три других члена Nine Trey Gangsters были обвинены в рамках расследования: Кинтеа «Kooda B» Маккензи, Денард «Drama» Батлер и Энтони «Harv» Эллисон. Kooda B был обвинен в попытке застрелить американского рэпера Chief Keef в июне 2018 года. 6ix9ine признался, что после того, как он был вовлечен в онлайн-вражду с Chief Keef, он предложил 20 000 долларов Kooda B за убийство. Kooda B совершил нападение у W Hotel в Манхэттене, в результате которого никто не пострадал. После стрельбы Kooda B якобы встретился с 6ix9ine и Shotti, согласившись на оплату в размере 10 000 долларов за нападение.
Drama был обвинен в участии в отдельной попытке расстрела Chief Keef 16 июля 2018 года, где случайный прохожий был ранен в результате стрельбы. Harv был обвинен в похищении и нападении на 6ix9ine 22 июля 2018 года, после того как он заявил о неуважении со стороны 6ix9ine к Nine Treys. В то время 6ix9ine сообщил об этом инциденте в полицию в июле 2018 года, утверждая, что его избили пистолетом и заставили сесть в машину, но вскоре он перестал сотрудничать с полицией во время первоначального расследования.
23 января 2019 года 6ix9ine изменил свои показания и признал вину по всем девяти обвинениям против него и признал себя членом Nine Trey Gangsters. 6ix9ine пообещал сотрудничать с прокурорами против других участников банды. В рамках соглашения о признании вины 6ix9ine не будет полностью привлечен к ответственности ни по одному из своих девяти обвинений, пока он полностью сотрудничает в даче показаний против других и не совершает никаких других преступлений. После признания вины 6ix9ine, прокуроры выдвинули против Shotti дополнительные обвинения в хранении огнестрельного оружия и рэкете.
Адвокат 6ix9ine Дон Флорио начал разрабатывать план, чтобы освободить своего подопечного из-под федеральной опеки до сентября 2019 года, если другие обвиняемые пойдут на сделку со следствием, чтобы избежать суда. 28 марта 2019 года Shotti стал вторым обвиняемым по делу, который признал свою вину. Shotti заявил, что «[6ix9ine] взломал все коды. Но после всего этого я прощаю маленького ниггера. Всё это хорошо», и отметил, что «Treyway всё еще стоит крепко. Я хочу, чтобы это стало известно». В сентябре 2019 года Shotti был приговорен к 15 годам тюремного заключения после признания вины по одному пункту обвинения в хранении огнестрельного оружия во время совершения преступления и одному пункту обвинения в стрельбе из огнестрельного оружия во время совершения преступления.
2 апреля 2019 года Йенсел «Ish» Батлер признал вину по одному обвинению в хранении огнестрельного оружия, связанному с апрельской кражей рюкзака, принадлежащего «Scum Lord D!zzy», владельцу лейбла 6ix9ine ScumGang. На следующий день Crippy также признал вину в причастности к ограблению. Mel Murda также признал вину по одному пункту обвинения в сговоре с целью рэкета и по одному пункту обвинения в участии в сговоре с целью распространения наркотиков, перевозке героина и фентанила. 19 апреля 2019 года Bat признал вину, став шестым из 11 подсудимых, которые признали вину по данному делу.
2 апреля 2020 года 6ix9ine был переведён на домашний арест. Данное решение было принято из-за пандемии COVID-19, которая опасна для исполнителя из-за его бронхиальной астмы.

## Список обвиняемых
| №  | Подсудимый                         | Дата ареста     | Признание вины  |
| -- | ---------------------------------- | --------------- | --------------- |
| 1  | Амир Сламани                       | 18 ноября 2018  | 3 апреля 2019   |
| 2  | Кифано «Shotti» Джордан            | 18 ноября 2018  | 28 марта 2019   |
| 3  | Фуган «Fu Banga» Ловик             | 18 ноября 2018  | 9 мая 2019      |
| 4  | Йенсел «Ish» Батлер                | 18 ноября 2018  | 2 апреля 2019   |
| 5  | Даниэль «Tekashi 6ix9ine» Эрнандес | 18 ноября 2018  | 23 января 2019  |
| 6  | Фахим «Crippy» Уолтер              | 18 ноября 2018  | 3 апреля 2019   |
| 7  | Роланд «Ro Murda» Мартин           | 22 ноября 2018  | 27 июня 2019    |
| 8  | Аарон «Bat» Янг                    | 19 декабря 2018 | 3 апреля 2019   |
| 9  | Энтони «Harv» Эллисон              | 22 января 2019  | Не признал вины |
| 10 | Денард «Drama» Батлер              | 22 января 2019  | 4 июня 2019     |
| 11 | Кинтеа «Kooda B» Маккензи          | 22 января 2019  | 3 июня 2019     |
| 12 | Алджермия «Nuke» Мак               | 6 июня 2019     | Не признал вины |

## Комментарии
1. ↑  Первоначально обвинения были предъявлены шести людям 18 ноября 2018 года. В период с ноября 2018 года по январь 2019 года были задержаны ещё пять человек. См. список обвиняемых.